# مائو (شهر)
مائو (به لاتین: Mao) یک شهر در جمهوری دومینیکن است که در سانتو دومینگو واقع شده‌است.

## خصوصیات
مائو ۴۲۳٫۶۰ کیلومترمربع مساحت و ۱۰۶٬۸۱۸ نفر جمعیت دارد و ۷۸ متر بالاتر از سطح دریا واقع شده‌است.